# 1570
1570 (MDLXX) je bilo navadno leto, ki se je po julijanskem koledarju začelo na nedeljo.

## Dogodki
- 20. maj - nizozemski kartograf in geograf Abraham Ortelius v Antwerpnu izda prvi sodobni atlas sveta Gledališče sveta (Theatrum orbis terrarum).

Neznan datum
- Ustanovljena Kraljevina Livonija (ukinjena 1578)

## Rojstva
- Hans Lippershey, flamski optik (približni datum) († 1619)